# Rocky Ridge (Utah)
Rocky Ridge es un pueblo ubicado en el condado de Juab en el estado estadounidense de Utah. En el año 2000 tenía una población de 403 habitantes. 

## Demografía
Según la Oficina del Censo en 2000, había 403 personas residentes en el lugar, 99,26% de los cuales eran personas de raza blanca. Los ingresos medios por hogar en la localidad eran de $31,944, y los ingresos medios por familia eran $31,944. Los hombres tenían unos ingresos medios de $25,536 frente a los $25,179 para las mujeres. La renta per cápita para la localidad era de $6,180. Alrededor del 25% de la población de Rocky Ridge estaba por debajo del umbral de pobreza.